# Aframomum mildbraedii
Aframomum mildbraedii är en enhjärtbladig växtart som beskrevs av Ludwig Eduard Loesener. Aframomum mildbraedii ingår i släktet Aframomum och familjen Zingiberaceae. Inga underarter finns listade i Catalogue of Life.